# 卡蒂嘉·蕭
卡蒂嘉·莫妮法·蕭 CD（1997年1月31日—），又稱邦妮·蕭（Bunny Shaw），是牙買加職業女子足球運動員，司職前鋒，現效力女子英超隊伍曼城女子足球俱樂部及牙買加國家女子足球隊，並擔任國家隊隊長。蕭被認為是世界最佳前鋒之一，她目前是牙買加國家隊進球數最多的球員（不分男女），也是曼城女足歷史最佳射手、女子英超完成最多次帽子戲法的球員。2022年，蕭獲得中北美洲及加勒比海足協年度最佳女子球員。
蕭在大學時期曾效力於東佛羅里達州立學院與田納西大學的女子足球隊。2019年6月，她加盟女子法甲球隊波爾多，曾於2020–21年賽季獲得法甲最佳射手並入選賽季最佳陣容。2021年6月，蕭轉會至女子英超勁旅曼城，同年幫助隊伍奪下聯賽盃冠軍。她在2023–24年賽季同時獲得女子英超金靴獎與賽季最佳球員，並且當選英格蘭FWA足球小姐。
2020年，蕭成為首位獲頒牙買加傑出勳章的女子足球運動員。

## 外部連結
- 卡蒂嘉·蕭 – FIFA國際賽競賽紀錄 (存檔)（页面存档备份，存于）
- 卡蒂嘉·蕭在田納西義勇軍女子足球隊（英语：Tennessee Volunteers women's soccer）
- Soccerway資料庫：卡蒂嘉·蕭